# Yoon Yong-ho
Đây là một tên người Triều Tiên, họ là Yoon.
Yoon Yong-ho (sinh ngày 6 tháng 3 năm 1996) là một tiền vệ bóng đá Hàn Quốc thi đấu cho Suwon Samsung Bluewings.